# Fodor Tímea
Fodor Tímea (Budapest, 1976. március 31. –) magyar bajnok labdarúgó, hátvéd.

## Pályafutása
A Femina labdarúgója volt, ahol két bajnoki címet szerzett a csapattal. 2009 áprilisában a másodosztályú Taksony SE csapatához szerződött, amellyel feljutott az élvonalban, ahol még egy idényt szerepelt. A 2011–12-es idényben az Astra BLSZ.ben szereplő együttesében játszott.

## Sikerei, díjai
- Magyar bajnokság
  - bajnok: 1995–96, 1996–97
  - 2.: 1994–95, 1999–00
  - 3.: 1997–98, 1998–99
- Magyar kupa
  - győztes: 1996
  - döntős:2000